# بورميو
بورميو ،قرية وكومونا يبلغ عدد سكانها حوالي 4100 نسمة وتقع في مقاطعة سوندريو ،إقليم لومبارديا في جبال الألب في شمال إيطاليا .
تشتهر القرية بكونها منتجع للرياضة شتوية حيث استضافت عدة مسابقات دولية في رياضة التزلج.كما تشتهر بوجود عدة ينابيع ساخنة.

## السكان
في سنة 1861 بلغ عدد السكان 1٬714 نسمة، وتطور العدد ليصل في سنة 2011 لـ 4٬036 نسمة.
يظهر هذا المخطط البياني تطور النمو السكاني لـ بورميو

## أعلام
- ديبورا كومبانيوني
- ماكس أليساندريني
- كلاوديو رينالدي